# Murias de Paredes
Murias de Paredes es un municipio y villa española de la provincia de León, en la comunidad autónoma de Castilla y León. Cuenta con una población de 340 habitantes (INE 2024). Está ubicado en el tramo superior del río Omaña, en la Montaña Occidental leonesa y su término municipal comprende la localidad de Murias de Paredes y catorce poblaciones de la comarca de Omaña, repartidas a lo largo de tres valles —el del Omaña, el Valle Gordo y El Valle Chico— formados durante el plegamiento hercínico. El relieve del municipio es muy accidentado y varias cumbres en sus límites occidental y suroccidental rebasan los 2000 m s. n. m.
Los primeros datos sobre la población de Murias de Paredes y los concejos en los que antiguamente estaba dividido el actual municipio datan de la Edad Media, aunque existen indicios de ocupación humana desde la Edad del Bronce. Los concejos quedaron bajo la jurisdicción de los Condes de Luna desde el siglo XV hasta el siglo XIX, cuando fueron abolidos los señoríos jurisdiccionales. El municipio de Murias de Paredes se constituyó poco después. En 1834 devino cabeza de partido judicial pero perdió esta designación en 1965 y actualmente forma parte del partido judicial de Villablino.
Se da un despoblamiento acusado de la zona desde principios del siglo XX, debido inicialmente a la emigración y, posteriormente, por el envejecimiento de la población. La economía está principalmente basada en actividades del sector primario, como la agricultura, la explotación forestal y, sobre todo, la ganadería. En el siglo XXI se ha producido un depunte del turismo rural, propiciado por la gastronomía autóctona y el patrimonio histórico y natural. Los bosques de abedules están entre los mejor conservados de la provincia de León y se encuentran varias especies animales endémicas y amenazadas, como el urogallo cantábrico y el oso pardo. La ruta conocida como «Fuentes del Omaña» es un trayecto de interés para los aficionados al senderismo.

## Toponimia
El topónimo Murias de Paredes existe desde la época medieval. El nombre podría derivarse de las «murias» o montones de piedras retiradas de los canales de lavado en las explotaciones auríferas romanas. Según otra teoría el topónimo tiene su origen del latín murum, «paredón», que dio lugar a «muru» o «murio»; el plural femenino «murias», puede aludir a antiguas ruinas. Francisco Javier García Martínez señala que se trata de un topónimo doble, donde tanto «Murias» como «Paredes» pueden referirse a tapias o construcciones derruidas y nota que «muria» se usa además con el significado de «mojón». En su Diccionario Etimológico, Julián Aydillo, indica que el término proviene de «mola» o «mula», con el significado de piedra de molino, en posible alusión a los molinos de la población.

## Geografía

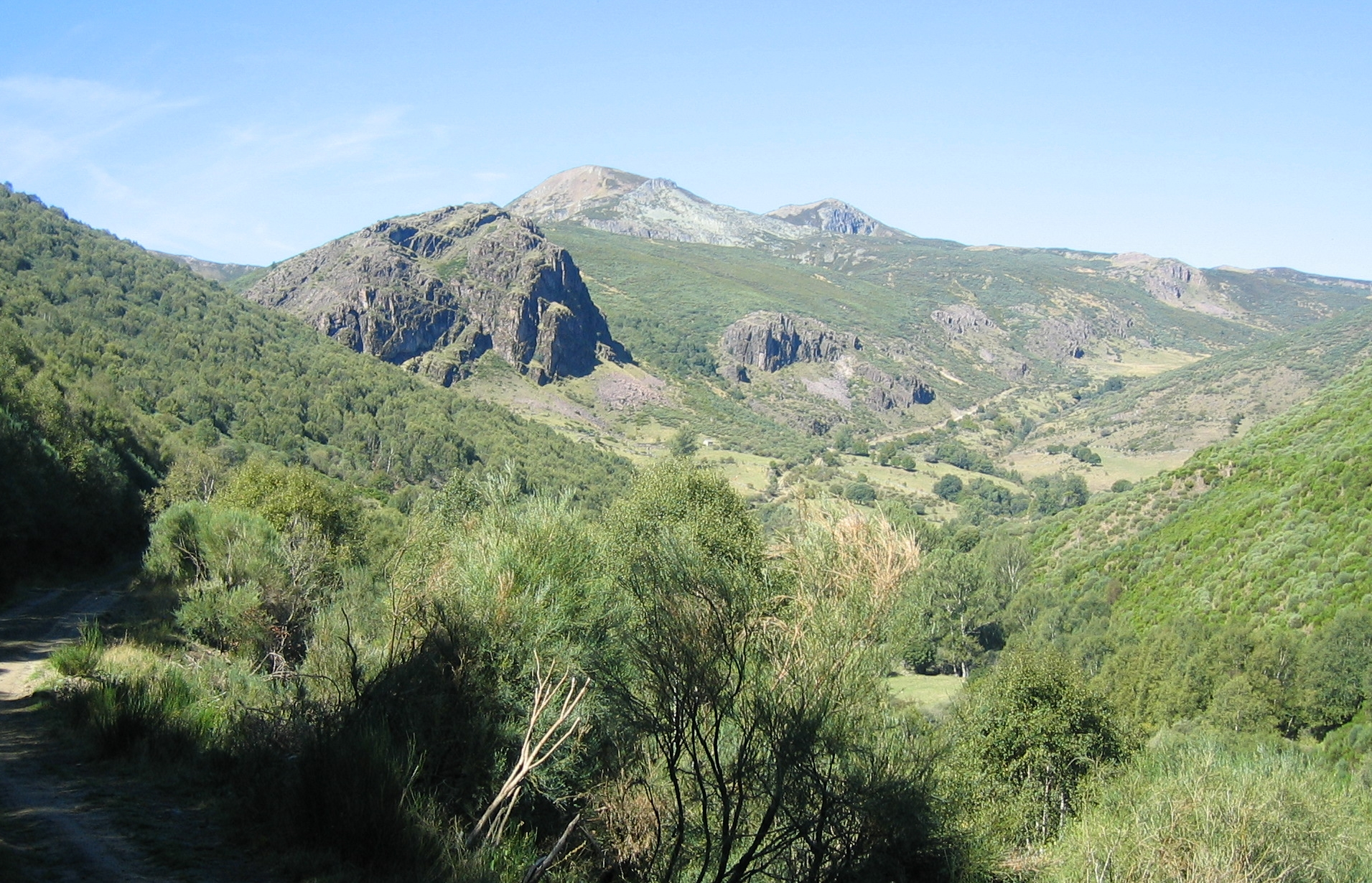
El Tambarón desde Montrondo

### Ubicación
El municipio de Murias de Paredes se encuentra en una zona montañosa en el límite meridional de la cordillera Cantábrica y al este de la sierra de Gistredo Ocupa la cabecera del río Omaña y su tramos superior; su término incluye la parte occidental del Valle Gordo. Al noroeste se encuentra el puerto de la Magdalena, un paso natural de montaña a 1434 m que comunica Omaña con Laciana. La elevación media es alta: las cotas más bajas, en la ribera del Omaña, sobrepasan los 1000 m s. n. m. y varios picos alcanzan los 2000 m Las cumbres más altas son el Alto de la Cañada (2154 m), en el límite con Babia, y el Tambarón (2102 m) y el Nevadín (2082 m), limitando con el Alto Sil. La localidad de Murias de Paredes se sitúa en el valle principal del Omaña, a 1242 m s. n. m. y su paisaje está dominado por pequeñas elevaciones, como Peña el Cubichón, el Alto de las Canalizas y la sierra del Oceo.
| Noroeste: Villablino    | Norte: Cabrillanes | Noreste: San Emiliano |
| Oeste: Palacios del Sil |                    | Este: Riello          |
| Suroeste Páramo del Sil | Sur: Igüeña        | Sureste: Igüeña       |

### Hidrografía

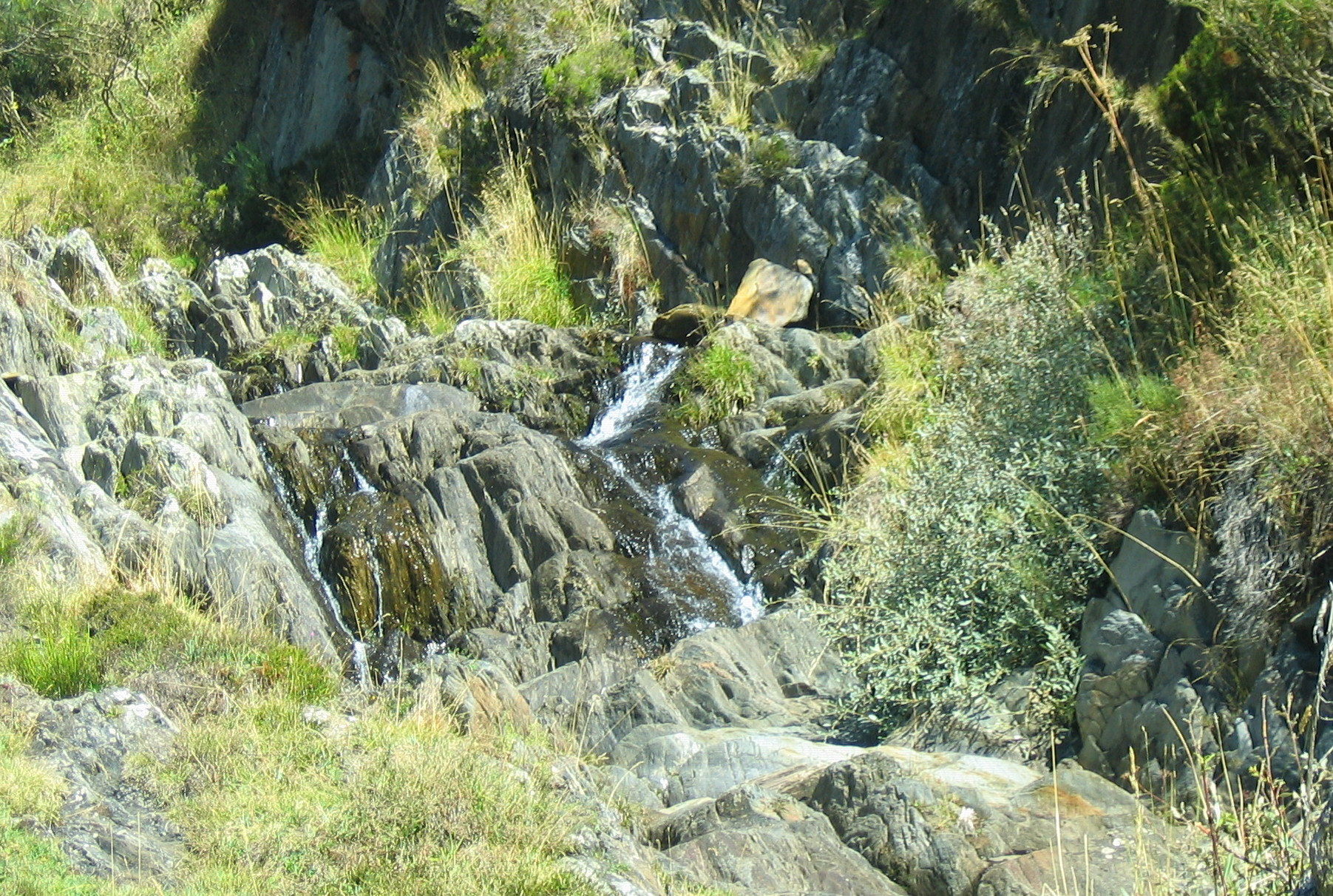
Nacimiento del arroyo Solanos, origen del río Omaña

Murias de Paredes abarca gran parte de la cabecera de la cuenca del río Omaña. Por los tres valles principales que conforman el municipio fluyen este río, así como las de dos de sus principales afluentes, el río Vallegordo y el río Omañón o Sabugo. Los cordales montañosos occidentales pertenecientes a la sierra de Gistredo forman parte del límite entre las cuencas del Duero, a la que pertenece el río Omaña y del Miño-Sil. A lo largo de esta frontera, se da un proceso activo de captura de la red fluvial del Omaña por los afluentes del Sil, a causa de la mayor capacidad erosiva de estos por salvar su curso un mayor desnivel. Este fenómeno se puede observar bien en el puerto de la Magdalena, donde el arroyo Bayo desciende hacia el oeste formando rápidos y cascadas, con lo que su lecho se desplaza poco a poco hacia el este, captando las fuentes del arroyo Cativo, que fluye por un valle de poca pendiente hasta unirse al Omaña en la localidad de Murias. El río Boeza, tributario del Sil, tiene su fuente en la cabecera del Valle Gordo.

### Clima
El clima en el municipio se clasifica como mediterráneo continentalizado, con inviernos fríos y frecuentes heladas, y veranos cálidos y secos. La oscilación térmica anual ronda los 15 °C mientras que la diaria supera en ocasiones los 20 °C. Las precipitaciones se reparten de forma irregular a lo largo del año, siendo muy escasas en verano y concentrándose al final del otoño, en los meses invernales y al principio de la primavera.
Según la clasificación climática de Köppen, el municipio se encuadra en la variante Csb, es decir clima mediterráneo de veranos suaves, siendo la media del mes más cálido no superior a 22 °C pero superándose los 10 °C durante cinco o más meses, y caracterizado por temperaturas medias anuales por debajo de los 9 °C, precipitaciones cerca de los 1000 mm anuales, nevadas invernales y veranos secos. Se trata de un clima de transición entre el mediterráneo (Csa) y el oceánico (Cfb). Gracias a la estación meteorológica de La Magdalena, situada a 37 kilómetros, y los datos pluviométricos de Murias de Paredes los parámetros climáticos pueden resumirse de la siguiente forma:
| Parámetros climáticos promedio de La Magdalena (temperaturas) y Murias de Paredes (precipitaciones) | Parámetros climáticos promedio de La Magdalena (temperaturas) y Murias de Paredes (precipitaciones) | Parámetros climáticos promedio de La Magdalena (temperaturas) y Murias de Paredes (precipitaciones) | Parámetros climáticos promedio de La Magdalena (temperaturas) y Murias de Paredes (precipitaciones) | Parámetros climáticos promedio de La Magdalena (temperaturas) y Murias de Paredes (precipitaciones) | Parámetros climáticos promedio de La Magdalena (temperaturas) y Murias de Paredes (precipitaciones) | Parámetros climáticos promedio de La Magdalena (temperaturas) y Murias de Paredes (precipitaciones) | Parámetros climáticos promedio de La Magdalena (temperaturas) y Murias de Paredes (precipitaciones) | Parámetros climáticos promedio de La Magdalena (temperaturas) y Murias de Paredes (precipitaciones) | Parámetros climáticos promedio de La Magdalena (temperaturas) y Murias de Paredes (precipitaciones) | Parámetros climáticos promedio de La Magdalena (temperaturas) y Murias de Paredes (precipitaciones) | Parámetros climáticos promedio de La Magdalena (temperaturas) y Murias de Paredes (precipitaciones) | Parámetros climáticos promedio de La Magdalena (temperaturas) y Murias de Paredes (precipitaciones) | Parámetros climáticos promedio de La Magdalena (temperaturas) y Murias de Paredes (precipitaciones) |
| Mes                                                                                                 | Ene.                                                                                                | Feb.                                                                                                | Mar.                                                                                                | Abr.                                                                                                | May.                                                                                                | Jun.                                                                                                | Jul.                                                                                                | Ago.                                                                                                | Sep.                                                                                                | Oct.                                                                                                | Nov.                                                                                                | Dic.                                                                                                | Anual                                                                                               |
| --------------------------------------------------------------------------------------------------- | --------------------------------------------------------------------------------------------------- | --------------------------------------------------------------------------------------------------- | --------------------------------------------------------------------------------------------------- | --------------------------------------------------------------------------------------------------- | --------------------------------------------------------------------------------------------------- | --------------------------------------------------------------------------------------------------- | --------------------------------------------------------------------------------------------------- | --------------------------------------------------------------------------------------------------- | --------------------------------------------------------------------------------------------------- | --------------------------------------------------------------------------------------------------- | --------------------------------------------------------------------------------------------------- | --------------------------------------------------------------------------------------------------- | --------------------------------------------------------------------------------------------------- |
| Temp. media (°C)                                                                                    | 1.6                                                                                                 | 2.8                                                                                                 | 5.4                                                                                                 | 7                                                                                                   | 10.2                                                                                                | 14.5                                                                                                | 17.5                                                                                                | 17.2                                                                                                | 14.3                                                                                                | 9.6                                                                                                 | 5                                                                                                   | 2.5                                                                                                 | 9                                                                                                   |
| Precipitación total (mm)                                                                            | 86.8                                                                                                | 58.5                                                                                                | 64.5                                                                                                | 61                                                                                                  | 85.5                                                                                                | 60.2                                                                                                | 34.2                                                                                                | 33.5                                                                                                | 64.2                                                                                                | 101.3                                                                                               | 107.2                                                                                               | 111.4                                                                                               | 868.3                                                                                               |
| [cita requerida]                                                                                    | | | | | | | | | | | | | |

## Naturaleza
Murias de Paredes forma parte de la Reserva de la Biosfera de los valles de Omaña y Luna y, junto con los municipios circundantes Los Barrios de Luna, Riello y Sena de Luna es un Lugar de Importancia Comunitaria (LIC) y Zona de Especial Protección para las Aves (ZEPA).

### Flora

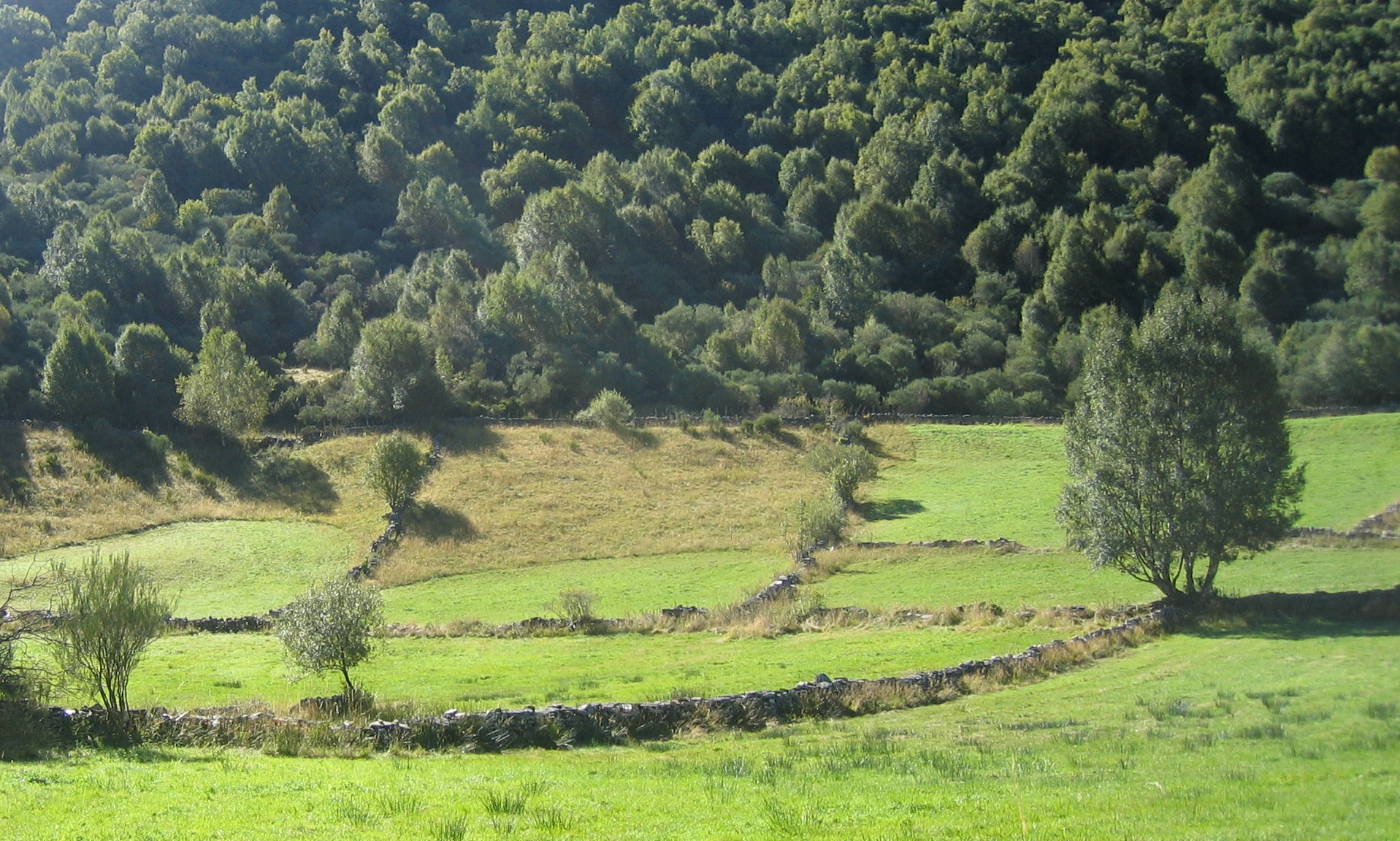
Abedular de Montrondo

En las cotas altas abundan los piornos (escobas), urces, sabinas y uvas de oso. Este tipo de vegetación de matorral suele ocupar los suelos silíceos pobres propios de la zona y tierras centenales abandonadas. También son notables los pastizales de alta montaña o brañas. Otras especies vegetales abundantes son los endrinos, arandaneros los chopos, negrillos y alisos y los rebollos. Son notables los abedulares de Murias de Paredes, Fasgar, Montrondo y Vivero de Omaña, entre los mejores conservados de León. Estos árboles, perfectamente adaptados a los suelos ácidos y clima frío, pueblan los terrenos orientados al norte próximos a ríos y arroyos, que proporcionan la humedad que precisan durante los meses de verano.

### Fauna
En las cotas más altas son muy abundantes los rebecos, mientras que los corzos y jabalíes predominan a altitudes medias; se encuentran también el lobo ibérico, el desmán ibérico, varias especies de mustélidos y especies endémicas de la montaña noroccidental, como la liebre de piornal. Entre las aves se pueden mencionar las águilas reales, los halcones peregrinos, los alcaudones dorsirrojos y las perdices pardillas. La trucha común abunda en el Omaña y también se encuentra en sus afluentes. El municipio es parte del territorio de dos importantes especies amenazadas: el oso pardo y el urogallo cantábrico.

### Geología

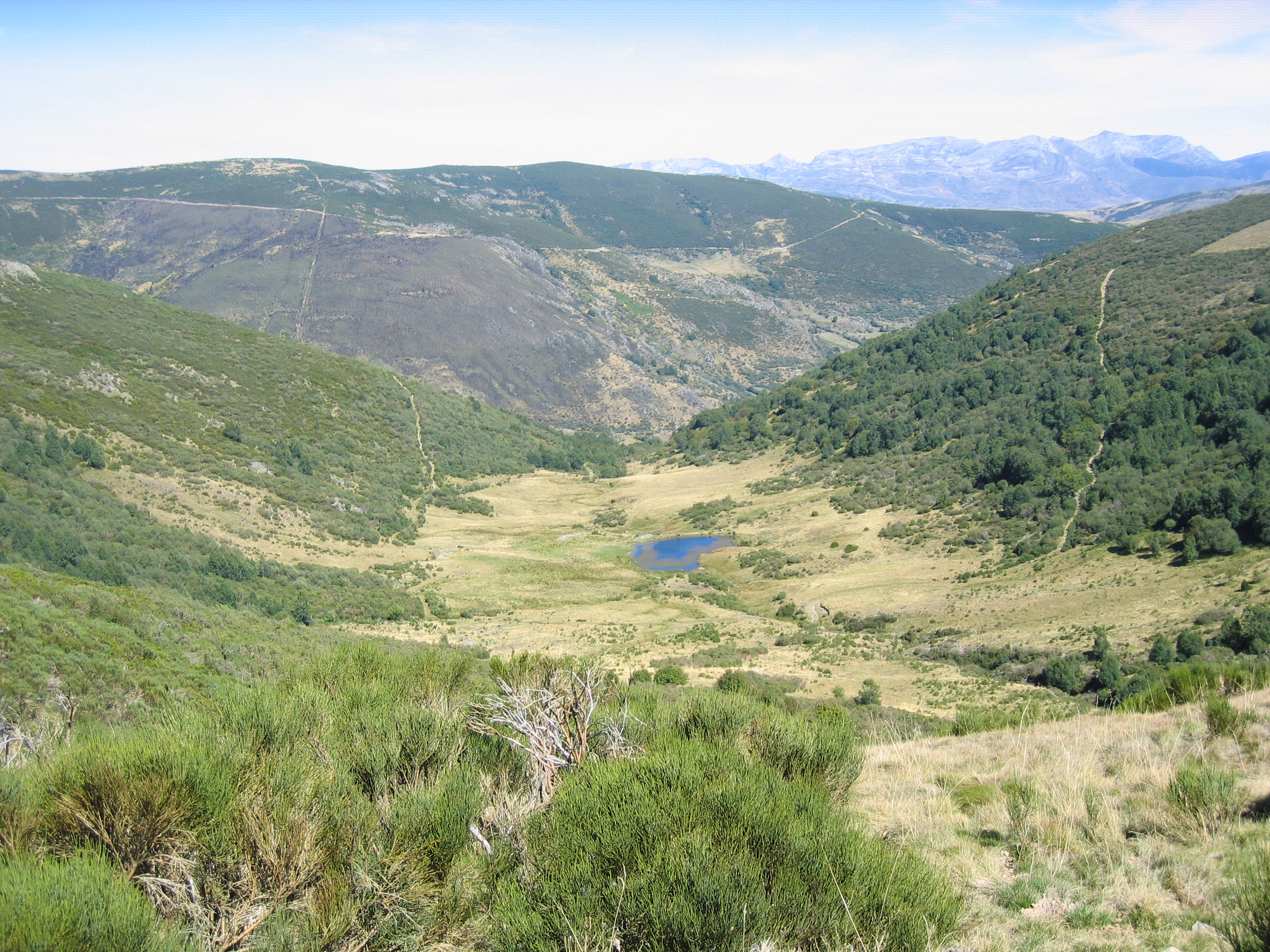
Valle de origen glaciar

El territorio de Murias de Paredes se encuentra en la zona geológica Asturoccidental-Leonesa (ZAOL). La parte central del término municipal yace sobre pizarras y esquistos precámbricos, rodeados de cuarcitas, areniscas, pizarras y calizas cámbricos y ordovícicos en las montañas circundantes al norte, noroeste y suroeste. Sobre este sustrato Cámbrico se asientan las calizas y dolomías deformadas de la Caliza de Vegadeo, que se extiende a lo largo del Valle Gordo y La Lomba (Riello) y cuyos niveles superiores se pueden divisar en Fasgar. La formación conocida como mancha estefaniense, del Carbonífero, también aflora en ciertos sectores al norte del municipio. Los terrenos del Cuaternario son poco abundantes y su presencia se limita a depósitos fluviales en los valles y morrenas de origen glaciar en el valle de Campo de Santiago, en la cabecera del Valle Gordo. El perfil en 'U' del Campo de Santiago y los valles de Fasgarón y de Vivero, al pie del Nevadín, evidencia también su origen glaciar.
La transición entre las sierras y los valles fluviales que se extienden hacia el sureste se produce por un conjunto de relieves de altitud media, formados por procesos de erosión antiguos y denominados «sierras pandas».

## Historia

### Prehistoria y Edad Antigua
Según los indicios arqueológicos, la presencia humana en Omaña se remonta a la Edad del Bronce El hallazgo de más importancia de esta época es el ídolo de Rodicol, una piedra basáltica esculpida y grabada encontrada en el término de la localidad de este nombre en la primera mitad del siglo XX.
Como en todo el noroeste peninsular, se encuentran castros, como El Cubichón en Murias de Paredes y varios otros sin catalogar. El castro de Murias está excavado en la roca en una colina poco apta para el cultivo, por lo cual se distinguen muchos de sus elementos, como un foso circundante y los espacios ocupados por viviendas. La cultura castreña alcanzó su apogeo en la Edad de Hierro, aunque se suele encontrar evidencia de uso y ocupación mucho más tardía.
De los tiempos de la ocupación romana quedan vestigios de canales y túneles excavados para las explotaciones auríferas. La base de operaciones de extracción y transporte de minerales en toda la comarca estaba probablemente en la localidad de El Castillo, actualmente en el municipio vecino de Riello. La larga presencia romana deja suponer una aculturación de los primeros pobladores de la región, junto con la adopción de las leyes romanas.

### Edades Media y Moderna
No existen datos sobre el territorio de Murias de Paredes desde el declive de la explotación minera en el siglo III y la Alta Edad Media, aunque los indicios arqueológicos indican ejemplos de habitación continua. Las primeras menciones al territorio de Paredes aparecen a comienzos de la Reconquista. Según el Libro de los Testamentos de la catedral de Oviedo, Alfonso II el Casto fue le rey que incorporó la región a la diócesis de Oviedo. Las menciones a las poblaciones del municipios aumentan a medida que pasa el tiempo, evidencia del desarrollo de la nueva organización político-administrativa durante la Edad Media.
Al principio de esta época surgen los concejos, constituidos por vecinos con derechos y obligaciones regulados directamente por el poder real. En el actual término de Murias de Paredes se ubicaban parte de los concejos de Paredes, Trasversales, Omaña y Cilleros. El concejo de Trasversales estaba compuesto por poblaciones del Valle Chico, además de parte de Alta Babia y el Alto Sil. Al de Paredes, cuya capital sería Murias, pertenecían Senra, Montrondo y acaso también Lazado. Cilleros contaba con Posada, Vegapujín y posiblemente también Torrecillo y La Velilla, mientras que el concejo de Omaña estaba formado por algunos pueblos del Valle Gordo y por los del centro del valle del Omaña.
Todos estos concejos, inicialmente de realengo, pasaron a ser de señorío en el siglo XIV; en el siglo XV se apoderó de ellos Diego Fernández de Quiñones y quedaron bajo la jurisdicción de los Condes de Luna, lo que resultó en numerosos pleitos por parte de sus habitantes a lo largo de los siglos hasta la abolición de los señoríos jurisdiccionales en el siglo XIX. En 1518 la casa ducal de Uceda, enlazada con la de Luna, fundó el Mayorazgo de los Cilleros, que absorbió algunos de los pueblos hasta entonces parte de los Concejos de Paredes y las Trasversales. Las poblaciones restantes acabaron integrándose en el concejo de Omaña. Esta
organización administrativa se mantuvo hasta la instauración de los municipios a mediados del siglo XIX.

### Edad Contemporánea
El catastro de Ensenada y el Diccionario geográfico y estadístico de España y Portugal (1826-1829), de Sebastián Miñano, proporcionan varios datos sobre Murias de Paredes y las poblaciones circundantes a finales del siglo XVIII y principios del XIX. En aquella época la localidad de Murias de Paredes no alcanzaba los doscientos habitantes y producía leña, centeno y ganado.
En 1834, La reforma territorial de Javier de Burgos supuso la creación del partido judicial de Murias de Paredes, comprendido por poblaciones de Omaña, Laciana, Babia, Luna y parte del Bierzo, pertenecientes a la diócesis de Oviedo y a la Capitanía General de Valladolid. Los cambios políticos del siglo XIX y la nueva división territorial tuvieron poco impacto en los concejos que quedaron integrados en el ayuntamiento de Murias de Paredes. Años más tarde, Pascual Madoz en su Diccionario geográfico-estadístico-histórico de España y sus posesiones de Ultramar (1845-1850), cita una población de 1314 habitantes en el municipio y una economía basada igualmente en la producción de pastos, centeno y patatas y la cría de ganado, que continúa como principal actividad económica.
En el siglo XX, la falta de políticas que impulsaran el desarrollo del territorio condujo a su paulatina marginalización y a la resultante despoblación por emigración. Este proceso se aceleró en la segunda mitad del mismo siglo, a partir de la implantación del Plan de Estabilización de 1959 que aumentó el contraste entre la marginación de los municipios de la comarca de Omaña y la creciente prosperidad de otras regiones españolas. En Murias de Paredes este proceso se aceleró al dejar de ser cabeza de partido judicial. La declaración como «Comarca de Acción Especial» en 1978 supuso una importante inversión en infraestructuras, que aunque tardía para revertir la pérdida de población, la mejora en las comunicaciones han incrementado las perspectivas de desarrollo en ámbitos como el turismo rural y la ganadería.

## Demografía
Murias de Paredes se caracteriza por un tipo de población semidispersa, típico de la montaña de León. Las poblaciones constituyentes del municipio son aldeas situadas a cortas distancias entre sí y con pocos habitantes. Es una sociedad de tradición predominantemente agraria, caracterizada por la economía de autoabastecimiento y las explotaciones minifundistas en un clima duro, factores que han resultado en la despoblación de la zona debido a las mejores posibilidades laborales y de bienestar personal fuera de ella.
Evolución de la población
Después de aumentar gradualmente al paso del tiempo, el número de habitantes del municipio alcanzó un máximo a finales del siglo XIX. A partir de entonces, la población empezó a emigrar, mayoritariamente a América y, más tarde a Europa y a otras ciudades de España y de la provincia de León. La consecuencia de este proceso no solo fue la despoblación del municipio, sino también el envejecimiento de la población; este es muy acusado, y el porcentaje de la población mayor de 64 años casi triplica la media nacional de España. En el siglo XXI la tasa de mortalidad está alrededor del 18 % y constituye la causa principal del descenso de población. La tasa de maternidad no llega al 14 %.
| Gráfica de evolución demográfica de Murias de Paredes entre 1842 y 2021                                               |
| |
| Población de derecho según los censos de población del INE. Población de hecho según los censos de población del INE. |

Distribución de la población
| Entidad de Población | Coordenadas                               | Pob. (2016) | Mapa |
| --- | ----------------------------------------- | ----------- | --- |
| Murias de Paredes | 42°50′56″N 6°11′28″O / 42.84889, -6.19111 | 113         | \| Murias de Paredes Barrio de la Puente Los Bayos Fasgar Lazado Montrondo Posada de Omaña Rodicol Sabugo Senra Torrecillo Vegapujín Villabandín Villanueva Vivero \| |
| Barrio de la Puente | 42°47′22″N 6°09′32″O / 42.78944, -6.15889 | 30          | \| Murias de Paredes Barrio de la Puente Los Bayos Fasgar Lazado Montrondo Posada de Omaña Rodicol Sabugo Senra Torrecillo Vegapujín Villabandín Villanueva Vivero \| |
| Los Bayos | 42°53′40″N 6°12′26″O / 42.89444, -6.20722 | 24          | \| Murias de Paredes Barrio de la Puente Los Bayos Fasgar Lazado Montrondo Posada de Omaña Rodicol Sabugo Senra Torrecillo Vegapujín Villabandín Villanueva Vivero \| |
| Fasgar | 42°48′32″N 6°13′19″O / 42.80889, -6.22194 | 28          | \| Murias de Paredes Barrio de la Puente Los Bayos Fasgar Lazado Montrondo Posada de Omaña Rodicol Sabugo Senra Torrecillo Vegapujín Villabandín Villanueva Vivero \| |
| Lazado | 42°51′26″N 6°09′52″O / 42.85722, -6.16444 | 15          | \| Murias de Paredes Barrio de la Puente Los Bayos Fasgar Lazado Montrondo Posada de Omaña Rodicol Sabugo Senra Torrecillo Vegapujín Villabandín Villanueva Vivero \| |
| Montrondo | 42°51′05″N 6°12′39″O / 42.85139, -6.21083 | 41          | \| Murias de Paredes Barrio de la Puente Los Bayos Fasgar Lazado Montrondo Posada de Omaña Rodicol Sabugo Senra Torrecillo Vegapujín Villabandín Villanueva Vivero \| |
| Posada de Omaña | 42°47′51″N 6°11′03″O / 42.79750, -6.18417 | 22          | \| Murias de Paredes Barrio de la Puente Los Bayos Fasgar Lazado Montrondo Posada de Omaña Rodicol Sabugo Senra Torrecillo Vegapujín Villabandín Villanueva Vivero \| |
| Rodicol | 42°50′40″N 6°06′56″O / 42.84444, -6.11556 | 7           | \| Murias de Paredes Barrio de la Puente Los Bayos Fasgar Lazado Montrondo Posada de Omaña Rodicol Sabugo Senra Torrecillo Vegapujín Villabandín Villanueva Vivero \| |
| Sabugo | 42°49′41″N 6°06′47″O / 42.82806, -6.11306 | 13          | \| Murias de Paredes Barrio de la Puente Los Bayos Fasgar Lazado Montrondo Posada de Omaña Rodicol Sabugo Senra Torrecillo Vegapujín Villabandín Villanueva Vivero \| |
| Senra | 42°50′56″N 6°10′02″O / 42.84889, -6.16722 | 23          | \| Murias de Paredes Barrio de la Puente Los Bayos Fasgar Lazado Montrondo Posada de Omaña Rodicol Sabugo Senra Torrecillo Vegapujín Villabandín Villanueva Vivero \| |
| Torrecillo | 42°47′32″N 6°10′53″O / 42.79222, -6.18139 | 14          | \| Murias de Paredes Barrio de la Puente Los Bayos Fasgar Lazado Montrondo Posada de Omaña Rodicol Sabugo Senra Torrecillo Vegapujín Villabandín Villanueva Vivero \| |
| Vegapujín | 42°48′07″N 6°12′01″O / 42.80194, -6.20028 | 15          | \| Murias de Paredes Barrio de la Puente Los Bayos Fasgar Lazado Montrondo Posada de Omaña Rodicol Sabugo Senra Torrecillo Vegapujín Villabandín Villanueva Vivero \| |
| Villabandín | 42°51′38″N 6°08′17″O / 42.86056, -6.13806 | 20          | \| Murias de Paredes Barrio de la Puente Los Bayos Fasgar Lazado Montrondo Posada de Omaña Rodicol Sabugo Senra Torrecillo Vegapujín Villabandín Villanueva Vivero \| |
| Villanueva de Omaña | 42°49′18″N 6°08′22″O / 42.82167, -6.13944 | 36          | \| Murias de Paredes Barrio de la Puente Los Bayos Fasgar Lazado Montrondo Posada de Omaña Rodicol Sabugo Senra Torrecillo Vegapujín Villabandín Villanueva Vivero \| |
| Vivero | 42°52′46″N 6°13′57″O / 42.87944, -6.23250 | 11          | \| Murias de Paredes Barrio de la Puente Los Bayos Fasgar Lazado Montrondo Posada de Omaña Rodicol Sabugo Senra Torrecillo Vegapujín Villabandín Villanueva Vivero \| |
| Total |                                           | 412         | \| Murias de Paredes Barrio de la Puente Los Bayos Fasgar Lazado Montrondo Posada de Omaña Rodicol Sabugo Senra Torrecillo Vegapujín Villabandín Villanueva Vivero \| |
| Fuente: INE |                                           |             | \| Murias de Paredes Barrio de la Puente Los Bayos Fasgar Lazado Montrondo Posada de Omaña Rodicol Sabugo Senra Torrecillo Vegapujín Villabandín Villanueva Vivero \| |
| Murias de Paredes Barrio de la Puente Los Bayos Fasgar Lazado Montrondo Posada de Omaña Rodicol Sabugo Senra Torrecillo Vegapujín Villabandín Villanueva Vivero |                                           |             | |

## Economía

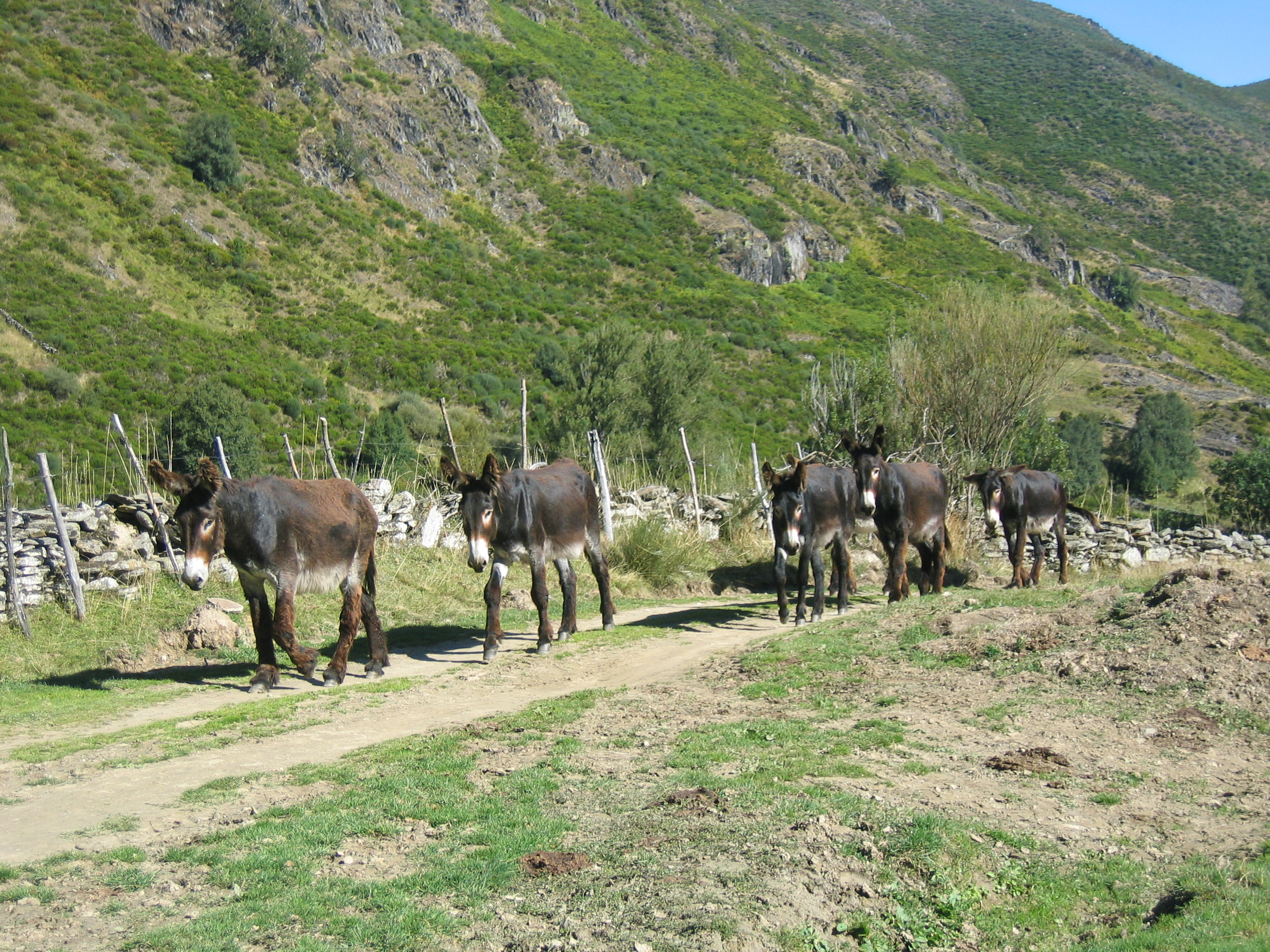
La ganadería es una actividad importante en Murias de Paredes

Tradicionalmente, las actividades económicas en Murias de Paredes se centraban en la agricultura y la ganadería. La ganadería consituía la mayor parte de los ingresos familiares y una gran parte de los terrenos se dedicaban a los
pastos. Tenían mucha importancia el cultivo del centeno, lino, legumbres y patatas, dedicados principalmente al autoabastecimiento, aunque debido a la naturaleza montañosa del terreno y a la pobreza del suelo la población debía importar parte del grano que consumía. Los intercambios comerciales se producían, a escala local, en el mercado de Murias de Paredes, y en los de Villablino, Riello, El Castillo y San Emiliano. Según Madoz, la localidad de Murias contaba a mediados del siglo XIX con seis molinos harineros, cinco telares de lienzos y dos fraguas. Durante el tiempo que la localidad de Murias fue partido judicial, empleaba a funcionarios de la administración, a un juez de primera instancia y de paz, notario y registrador y existía un cuartel de la Guardia Civil.
En el siglo XXI el sector agrícola es el mayoritario, empleando al 69,9 % de la población; las empresas del sector primario suponen un 30 % del total. Los terrenos municipales productivos se distribuyen de la siguiente forma: herbáceos (0,65 %), forestales (9,57 %), pastos (88,3 %) y otros usos (1,48 %). El sector secundario y el de la construcción son minoritarios, empleando cada uno al 3,6 % de los trabajadores del municipio, que no tiene ninguna empresa en estos sectores.
El sector servicios emplea al 22,9 % de trabajadores y agrupa al 70 % de los negocios, que comprenden comercios al por menor, restaurantes, bares y hoteles. En 2011 existían en el municipio un total de 7 establecimientos que ocupaban a 19 trabajadores. Dentro del sector servicios, el turismo está representado por dos hoteles, en Murias de Paredes y Senra, y varios alojamientos de turismo rural.
A raíz de la crisis económica de 2008-2012, el número de parados se ha incrementado; según el Servicio Público de Empleo Estatal, en octubre de 2007 el paro registrado era de 7 personas, mientras que en el mismo mes de 2012 ascendía a 14 personas, de las que 11 habían estado empleadas en el sector de servicios. Aun así, la tasa de paro (3,8 %) es relativamente baja comparada con la media provincial y nacional.

## Transporte y comunicaciones
Parque de vehículos
En 2011, el municipio contaba con un total de 332 vehículos de motor, que representan 421,2 automóviles por cada 1000 habitantes. Los puntos de Inspección Técnica de Vehículos más cercanos se encuentran en la capital provincial y en Villager de Laciana.
| Tipo de vehículo | Cantidad |
| Automóviles      | 211      |
| Camiones         | 90       |
| Motocicletas     | 22       |
| Autobuses        | 0        |
| Tractores        | 0        |
| Otros vehículos  | 9        |
| Total            | 332      |

Red viaria
La arteria principal en Murias de Paredes es la LE-493 que, por el este, conecta el municipio con la autopista AP-66 y con las carreteras autonómicas CL-623 y CL-626 en la localidad de La Magdalena, y por el oeste llega a Villablino a través del puerto de la Magdalena. Otros viales comunican las poblaciones del municipio entre sí y con los municipios vecinos de Riello y Cabrillanes.
| Identificador | Denominación         | Itinerario                                            |
| ------------- | -------------------- | ----------------------------------------------------- |
| LE-493        | Carretera autonómica | Discurre entre La Magdalena y Rioscuro (Villablino).  |
| CV-101-1      | Carretera provincial | Comunica la LE-493 con Vivero.                        |
| CV-102-1      | Carretera provincial | Comunica Los Bayos con Cabrillanes.                   |
| CV-102-24     | Carretera provincial | Comunica Omañón con Villabandín y Senra.              |
| CV-102-25     | Carretera provincial | Comunica Senra con Murias de Paredes y Montrondo.     |
| CV-128-2      | Carretera provincial | Comunica Fasgar con Cirujales con ramal a Torrecillo. |

Autobús
Para el transporte de viajeros, la compañía ALSA ofrece servicios por carretera entre el municipio y distintos destinos provinciales y comarcales como por ejemplo León, Villablino o Guardo.
Transporte aéreo
El aeropuerto de León, que entró en servicio en 1999, es el único aeropuerto ubicado en la provincia y el más cercano al municipio, encontrándose en la localidad de La Virgen del Camino, entre Valverde de la Virgen y San Andrés del Rabanedo, a 72 kilómetros de Murias. Asimismo, las otras opciones más cercanas para el transporte aéreo son los aeropuertos de Valladolid y Asturias, situados a 201 y 115 kilómetros respectivamente.

## Símbolos
El escudo heráldico y la bandera que representan al municipio fueron aprobados oficialmente el 25 de febrero de 2014. El escudo sigue el siguiente blasón:

«En campo de gules, mojón-hito de plata, sumado a cerro con lindes de plata, al timbre corona real cerrada».
Boletín Oficial de Castilla y León n.º 64 de 2 de abril de 2014

La descripción textual de la bandera es la siguiente:

«Rectangular de proporciones 2:3 roja, con un mojón Blanco mazonado de negro.»
Boletín Oficial de Castilla y León n.º 64 de 2 de abril de 2014

## Política y administración

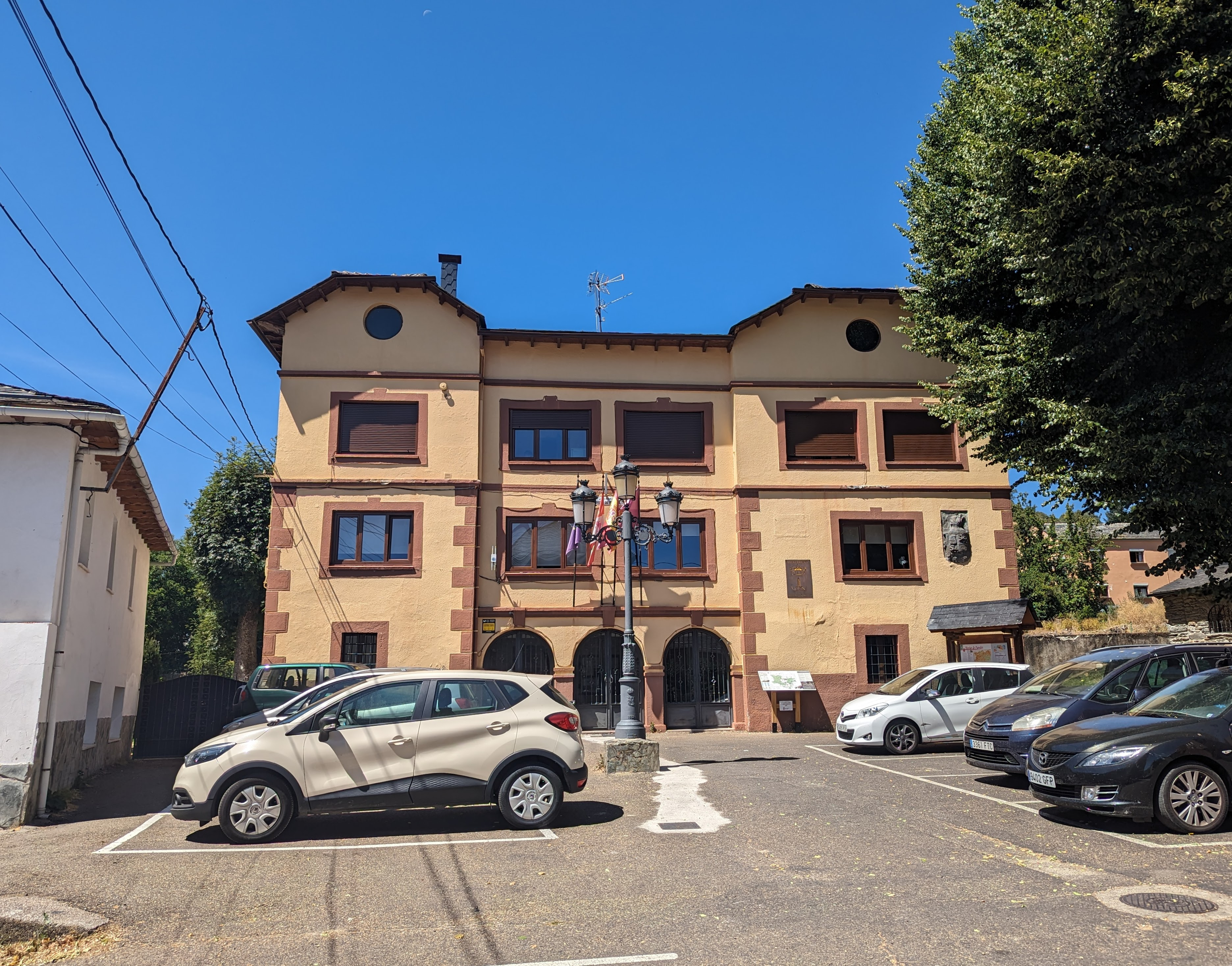
Casa consistorial

El actual municipio se deriva de los concejos Trasversales, Paredes y parte del Concejo de Omaña. Los concejos eran la antigua unidad administrativa de la zona norte de la provincia de León hasta que fueron sustituidos por los municipios en el siglo XIX. La composición del municipio se ha mantenido constante desde su establecimiento.
Administración municipal
La administración de Murias de Paredes corre a cargo del ayuntamiento, cuyos componentes se eligen cada cuatro años por sufragio universal entre todos los residentes mayores de 18 años empadronados en el municipio. De acuerdo a la Ley Orgánica del 19 de junio de 1985 del Régimen Electoral General, se eligen a 7 concejales.
| Partido político | 1979    | 1979       | 1983    | 1983       | 1987    | 1987       | 1991    | 1991       | 1995    | 1995       | 1999    | 1999       |
| Partido político | % votos | concejales | % votos | concejales | % votos | concejales | % votos | concejales | % votos | concejales | % votos | concejales |
| PSOE             | 38,63   | 3          | 57,76   | 5          | 36,88   | 4          | 50,19   | 4          | 51,97   | 4          | 51,47   | 4          |
| PP               | -       | -          | 42,24   | 4          | 44,6    | 4          | 25,96   | 2          | 30,02   | 2          | 39,73   | 3          |
| UPL              | -       | -          | -       | -          | -       | -          | -       | -          | 15,73   | 1          | 8,35    | 0          |
| IU CYL           | -       | -          | -       | -          | -       | -          | 10,96   | 0          | -       | -          | -       | -          |
| IND-1 24101      | -       | -          | -       | -          | 10,98   | 1          | -       | -          | -       | -          | -       | -          |
| CDS              | -       | -          | -       | -          | 7,03    | 0          | 11,15   | 1          | -       | -          | -       | -          |
| UCD              | 61,37   | 6          | -       | -          | -       | -          | -       | -          | -       | -          | -       | -          |

| Partido político | 2003    | 2003       | 2007    | 2007       | 2011    | 2011       | 2015    | 2015       |
| Partido político | % votos | concejales | % votos | concejales | % votos | concejales | % votos | concejales |
| PSOE             | 57,93   | 5          | 55,2    | 4          | 78,07   | 6          | 72,79   | 6          |
| PP               | 32,69   | 2          | 27,73   | 2          | 16,08   | 1          | 18,71   | 1          |
| UPL              | 8,17    | 0          | 2,67    | 0          | -       | -          | -       | -          |
| PAL-UL           | -       | -          | 13,33   | 1          | -       | -          | -       | -          |
| IU CYL           | -       | -          | -       | -          | 3,22    | 0          | 7,48    | 0          |

La administración de las unidades poblacionales se basaba antiguamente en el concejo abierto formado por los vecinos y característico de la comarca de Omaña y Montaña Leonesa. Los concejos de aldea solían tener lugar en la entrada de la iglesia, convocados por un toque de campana especial; en ellos se decidían cuestiones concernientes al uso de los recursos comunales y su mantenimiento. Los usos y costumbres de los pueblos estaban recogidos en sus ordenanzas respectivas. Esta distintiva organización social de la comarca ha desaparecido junto a los modos de subsistencia tradicionales y al despoblamiento. Con la creación de las comunidades autónomas, los concejos de aldea se convirtieron en entidades de ámbito territorial inferior al municipio (EATIM), regidas por un alcalde pedáneo y junta vecinal. Las EATIM tienen como competencias la administración del su patrimonio histórico y forestal, construcción y reparación de
fuentes y abrevaderos, la policía de caminos rurales, montes, fuentes
y ríos y limpieza de las calles.
Administración judicial
Murias de Paredes fue cabeza de partido judicial desde 1834 hasta 1965, fecha en la que se suprimió. Los pueblos del municipio pasaron a formar parte del partido judicial de Villablino. El Registro Civil y el Juzgado de violencia sobre la mujer están en las oficinas del Juzgado de Primera Instancia n.º 1 en esta localidad. El municipio pertenece a la Fiscalía de área de Ponferrada. Murias de Paredes es sede de un juzgado de paz

## Servicios y equipamientos

### Educación

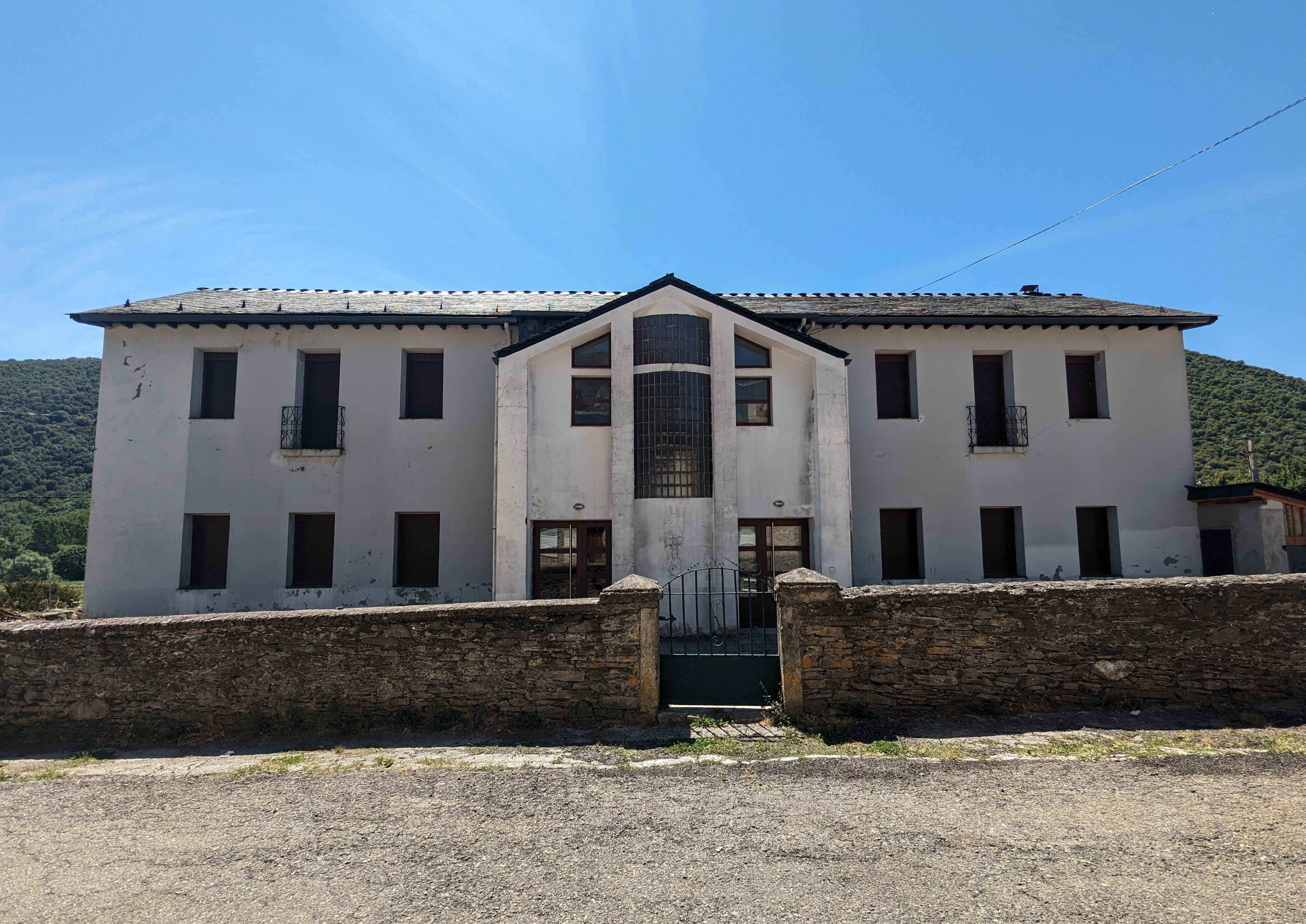
Antiguo colegio

Murias de Paredes forma parte del Colegio Rural Agrupado (CRA) de Riello, dependiente de la Junta de Castilla y León, que imparte
educación infantil de segundo ciclo y primaria. El CRA contaba con dos escuelas en el municipio, en Barrio de la Puente y Murias de Paredes hasta el curso 1999/2000, desde el que solo sigue en funcionamiento la de Riello a causa de los pocos habitantes en edad escolar en las localidades de la agrupación. En cuanto a educación secundaria, el centro está adscrito al Instituto de Educación Secundaria Ramiro II, en La Robla.

### Sanidad
El sistema sanitario del municipio se presta a través del sistema público de salud, gestionado por Sacyl (Sanidad Castilla y León), mediante cuatro consultorios médicos en Barrio de la Puente, Fasgar, Murias de Paredes y Posada de Omaña, dependientes del centro de salud de La Magdalena en el cual se centraliza la zona básica de salud "La Magdalena", a la cual pertenecen varios municipios de la zona. El municipio cuenta con una farmacia en la localidad de Murias de Paredes. Por otro lado, el municipio carece de hospitales. El centro hospitalario más cercano es el de Villablino, a veinte kilómetros.

### Otros servicios
Existe una biblioteca en Murias de Paredes, con servicios de consulta, préstamo, acceso a internet y reprografía. El Centro de Acción Social (CEAS) más cercano está en Villablino.

## Cultura

### Patrimonio
Del patrimonio arqueológico de Murias de Paredes se pueden mencionar los restos de castros y asentamientos antiguos, varios sin catalogar o estudiar apropiadamente, los restos romanos de explotaciones auríferas en Barrio de la Puente y los canales del Valle Gordo y la necrópolis medieval de Murias. El municipio tiene también un importante patrimonio arquitectónico y artístico, en diversos estados de conservación.
Patrimonio arquitectónico

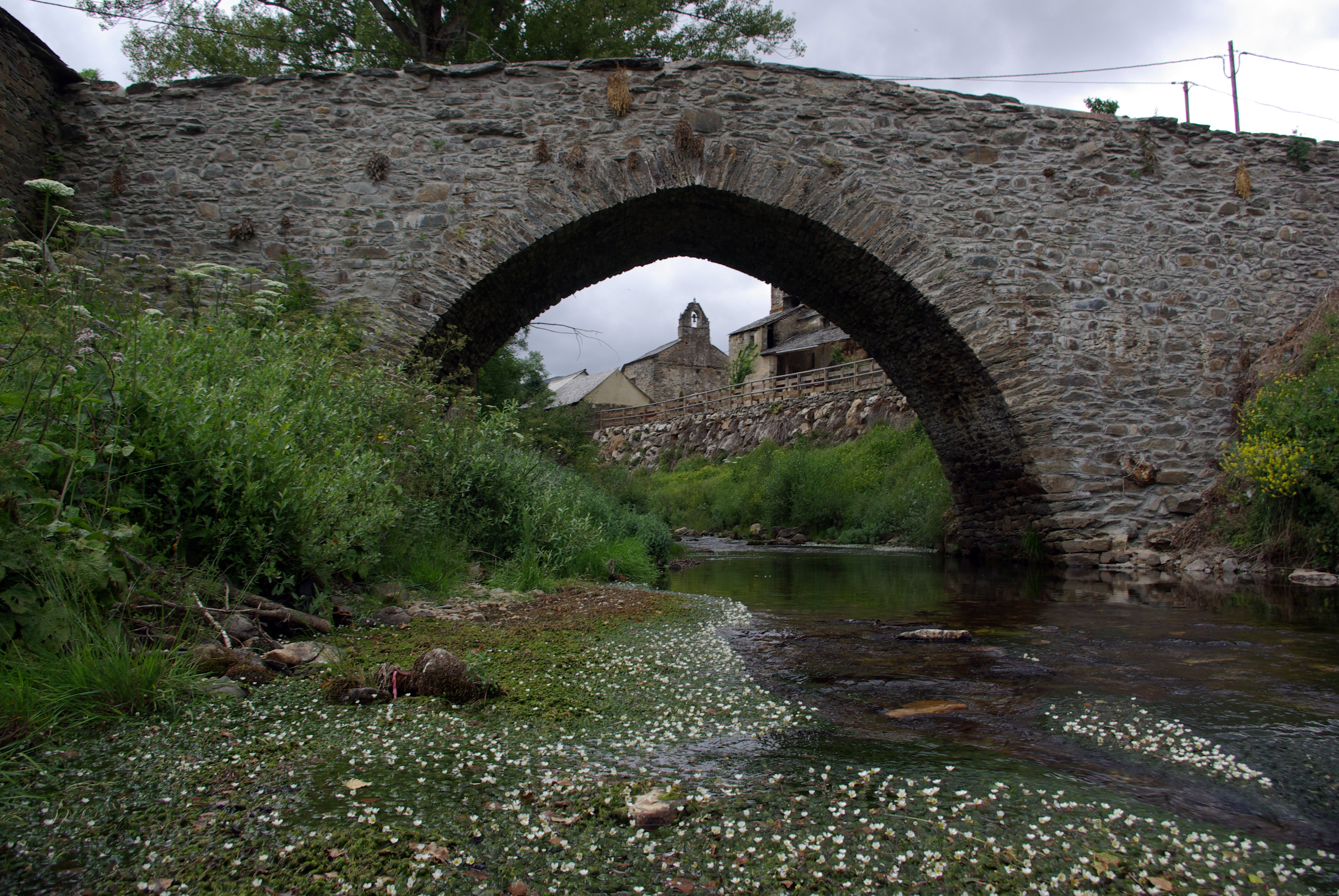
Puente en Barrio de la Puente

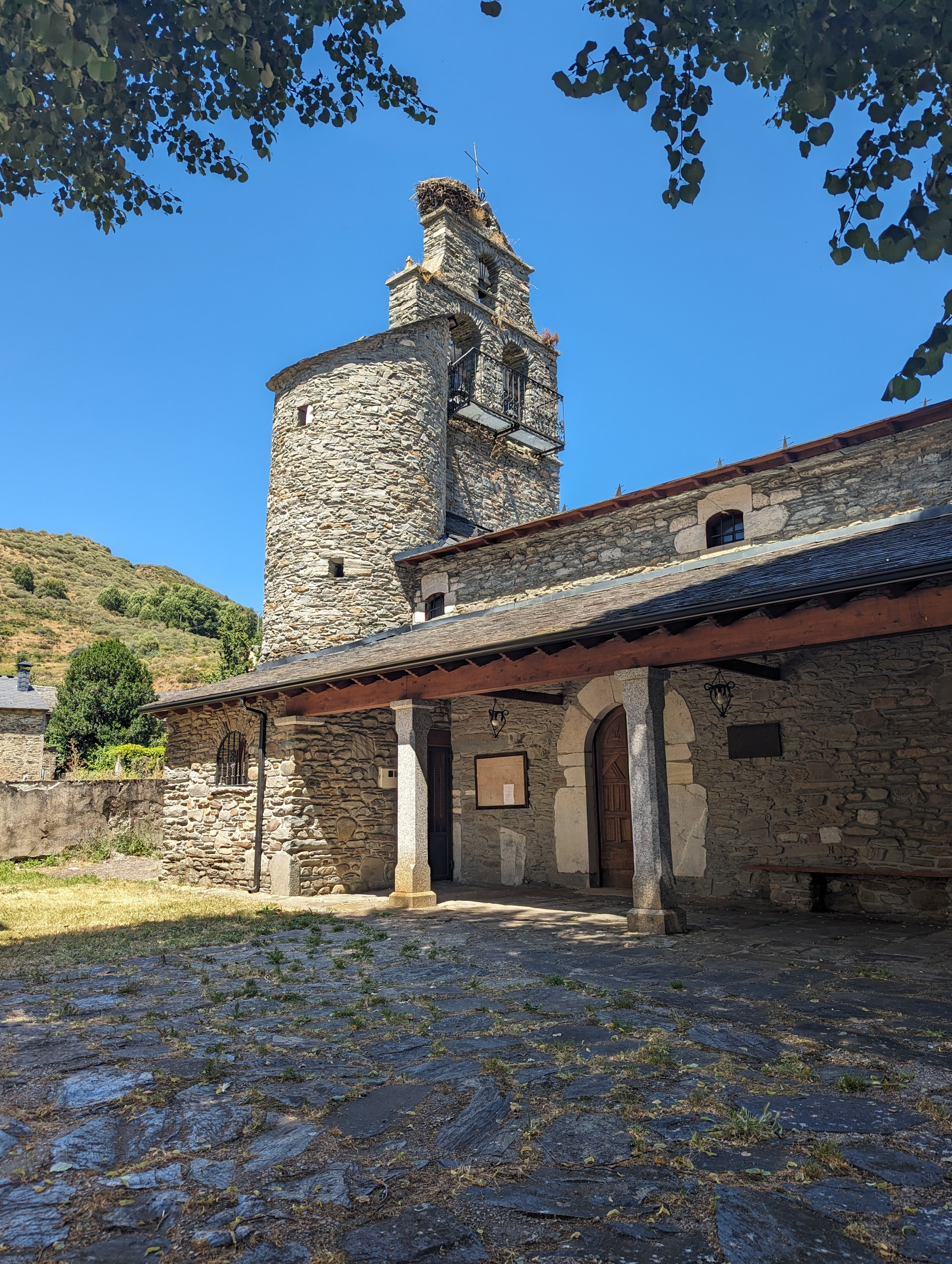
Iglesia de San Juan Bautista, Murias de Paredes

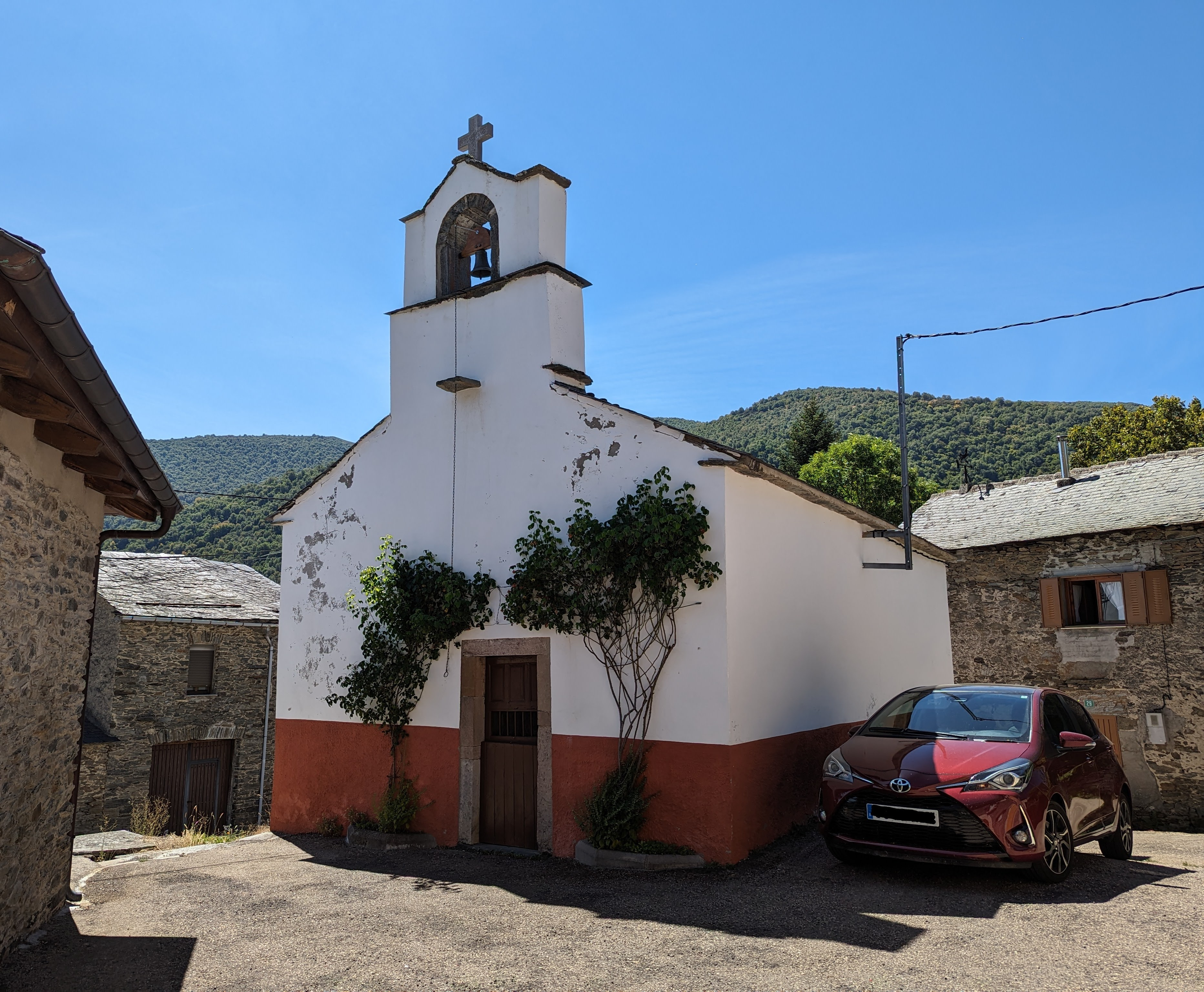
Ermita en Murias de Paredes

Son notables los puentes de La Lechería de Murias y el de Barrio de la Puente y la casona blasonada de los Quiñones en Murias, restaurada en 2012. También merecen mención la ermita de Barrio de la Puente, que data de 1756 y exhibe un blasón en la fachada, y las de la Xeita en Rodicol, del Carmen en Murias, de Santiago en Fasgar, del Rosario en Senra y la del puerto de la Magdalena, del periodo prerrománico, en la que aún se pueden distinguir restos de frescos decorativos. Entre las iglesias, destaca la de Barrio de la Puente, fechada en 1773, con elaboradas balconadas en su espadaña, así como las de Rodicol y de Posada de Omaña.
Patrimonio escultórico
Muchas iglesias cuentan con retablos ricamente decorados, como el de Villabandín, que por su estilo se clasifica como de finales del periodo renacentista y al que posteriormente se le añadieron columnas churriguerescas. Otros datan del barroco, como el de Murias de Paredes, compuesto de dos cuerpos y tres calles separados entre ellos por columnas salomónicas con fustes adornados con racimos de uvas.

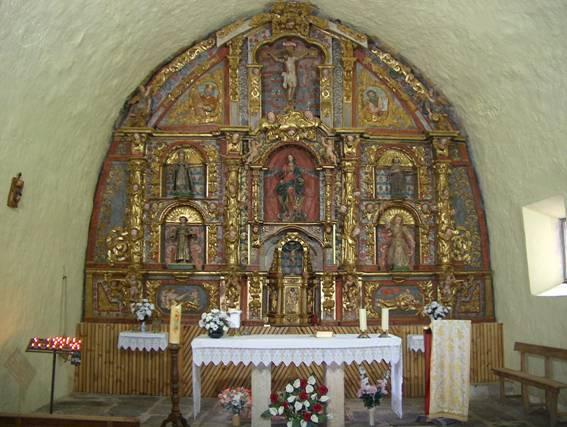
Altar de la iglesia de Montrondo

Tanto las inglesias como las ermitas contienen piezas y tallas notables; aunque no siempre es posible datarlas con precisión, se puede estimar su antigüedad basándose en su estilo. Varias de ellas corresponden al tiempo del románico, como la Virgen con el Niño del retablo de la iglesia de Murias de Paredes. En Torrecillo se halla la imagen de un Cristo en madera policromada, considerada de particular valor por poseer influencias bizantinas atípicas de la provincia de León. La Virgen de la Xeita en la ermita de Rodicol, del siglo XIII, ya pertenece al gótico, si bien conserva algunos rasgos románicos. Las tallas de San Juan Bautista, Santa Catalina y de San Lorenzo, y el Cristo de la Veracruz de la iglesia de Murias de Paredes, son del barroco, así como la estatua del Nazareno, de notable interés artístico, en Barrio de la Puente. Como en otras zonas de la Montaña Leonesa, muchos objetos valiosos han desaparecido durante el siglo XX posiblemente vendidos ilegalmente.

### Lengua
El leonés es la lengua tradicionalmente hablada en Murias de Paredes, aunque ya desde siglos en situación de diglosia frente al castellano, siendo éste el idioma usado para redactar las ordenanzas de los pueblos y otros documentos escritos. Desde el siglo XX el uso del leonés como lengua oral se encuentra en retroceso.

### Arquitectura

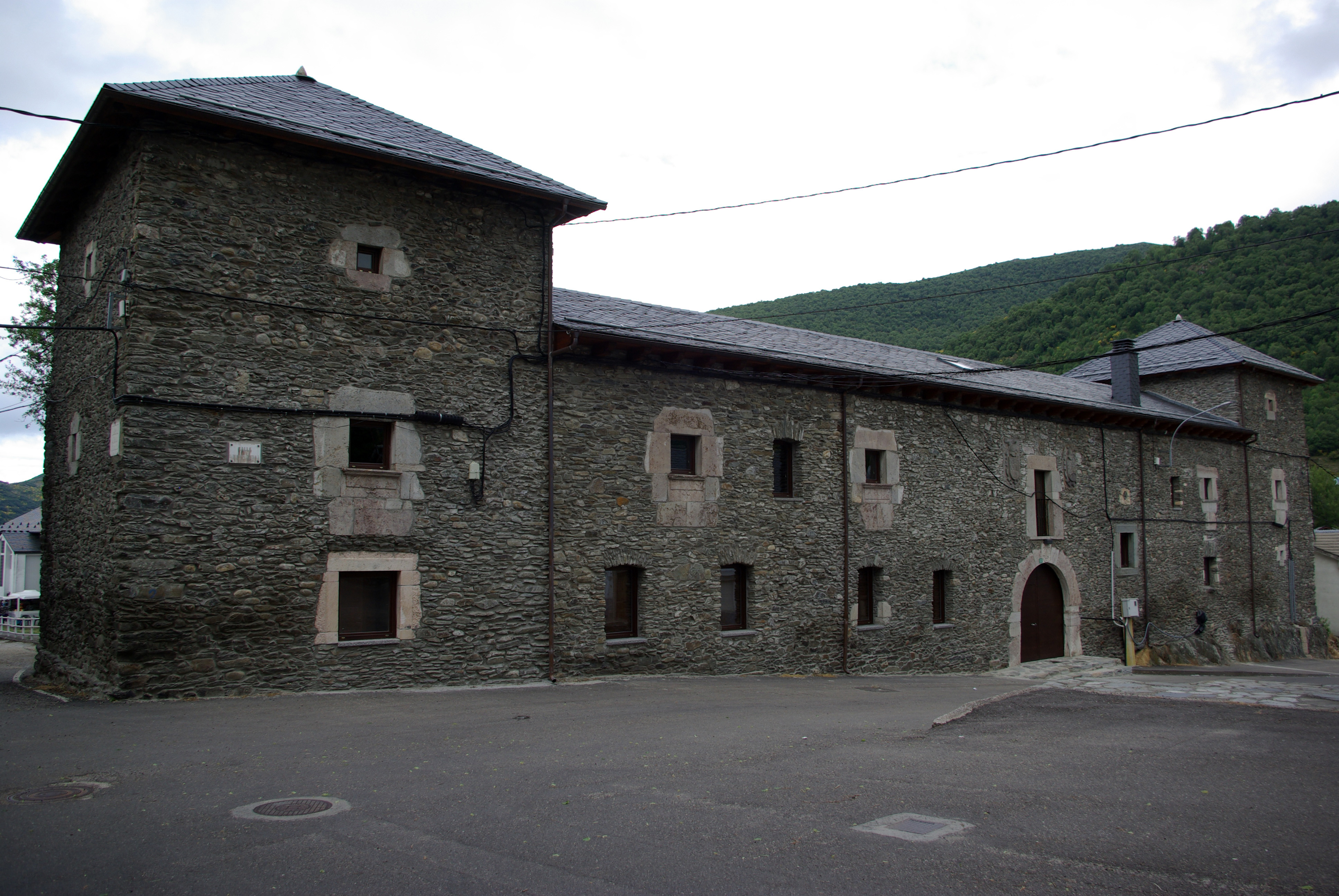
Casona de Murias de Paredes, uno de los edificios más destacados del municipio

La piedra y la madera son los principales materiales utilizados para las construcciones. Predominan los edificios de
planta cuadrada, en coexistencia con los de planta circular, característicos de las comarcas de El Bierzo y Laciana, como corresponde a la situación de Murias de Paredes como área de transición entre el noroccidente peninsular y la meseta. Las cubiertas de las construcciones son inclinadas para impedir la acumulación de nieve. Antiguamente eran de teito, confeccionadas con «cuelmos» o manojos de centeno, pero el riesgo de incendio han relegado su uso ya desde principios del siglo XX a edificios auxiliares, como pajares, en los que la techumbre suele estar muy deteriorada o ausente, excepto en los que se ha protegido con uralita. El techo de las viviendas es normalmente de losa de pizarra.

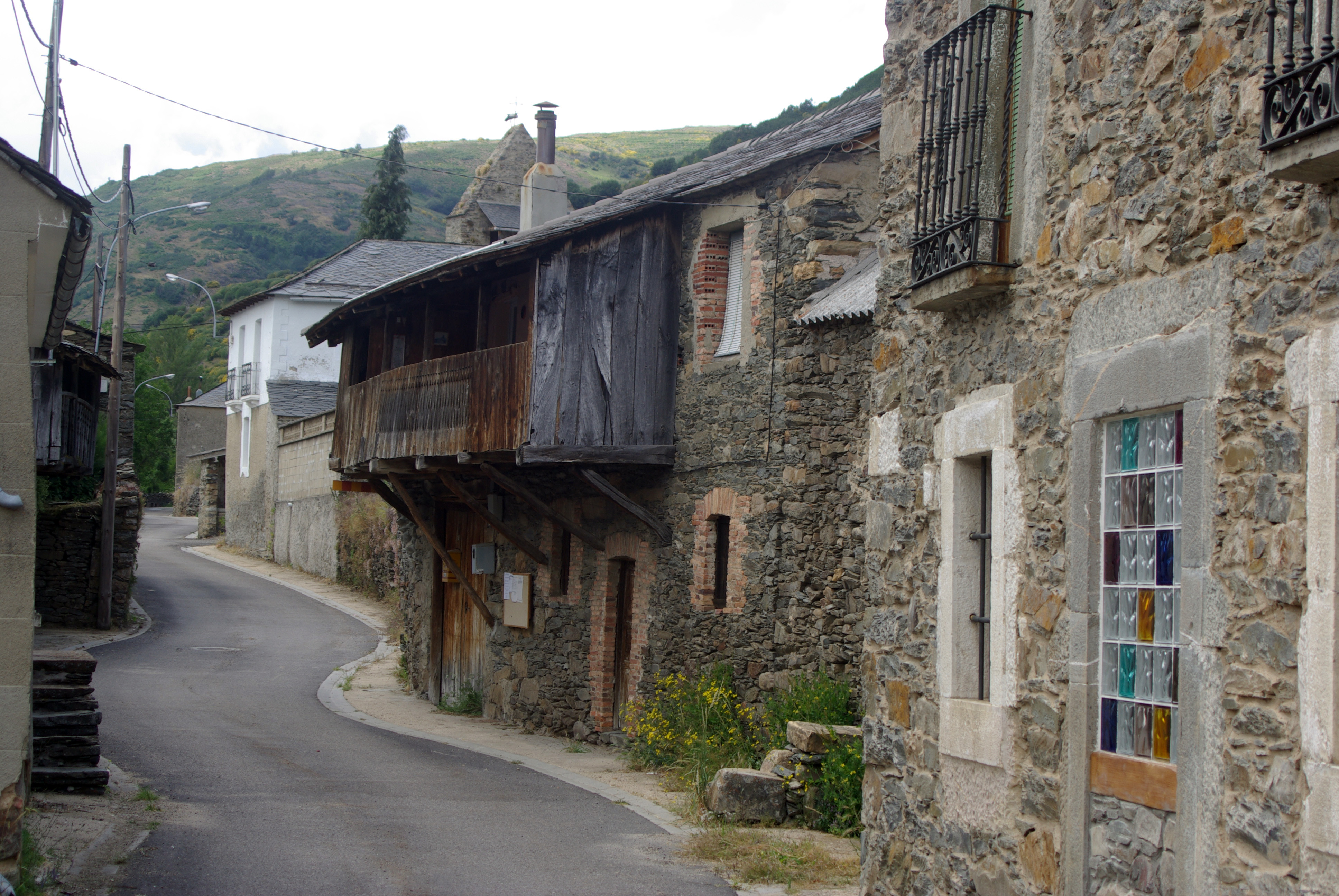
Vivienda con corredor en Posada de Omaña

Las casas, de uno o dos pisos, y las construcciones adjuntas destinadas al albergue del ganado y otros propósitos se alzan alrededor de un corral interior. El estilo es funcional y rústico, si bien no desprovisto de elementos decorativos, como las molduras de piedra labrada o semilabrada para enmarcar puertas y ventanas y el encalado de las paredes. Un elemento arquitectónico a destacar son los corredores o curridores, bien abiertos o cerrados por cristaleras, estos últimos más raros.

### Festividades
Muchas de las festividades celebradas en Murias de Paredes son de carácter religioso. Entre estas se encuentran las festividades de arraigo en toda España, como la Navidad, el día de los Reyes Magos, la Semana Santa y el Corpus Christi, así como las fiestas de los santos y vírgenes patrones de cada pueblo. También perduran algunas celebraciones de carácter profano, aunque otras se han ido perdiendo al paso de los años. En febrero o marzo, antes de la Cuaresma, aún tiene lugar la fiesta de carnaval conocida como zafarronada. Esta cuenta con un personaje principal, el zafarrón, disfrazado con una piel de oveja, cencerros y una careta de carnero; el zafarrón recorre los pueblos acompañado de otros personajes como «el ciego», «la ciega», «las gitanas», «el torero» y «el toro» pidiendo comida en las casas para celebrar un festejo al final del desfile. Antaño tenía lugar otra fiesta profana el 30 de abril, conocida como la quema de la vieja o queima de la vieya. En ella, los niños formaban una pila con urces, escobas y paja, incorporando algunas prendas femeninas para representar a la mujer de más edad del pueblo, a la que se prendía fuego al oscurecer. El ayuntamiento de Murias de Paredes, conjuntamente con otras asociaciones, está intentando rescatar esta tradición, desaparecida ya en muchas poblaciones desde hace años.

### Costumbres
Las costumbres típicas de las poblaciones del ayuntamiento de Murias de Paredes son a menudo compartidas con otros municipios de la montaña leonesa. Los bolos leoneses es el juego tradicional más practicado. Entre las costumbres más renombradas están el filandón y el calecho, reuniones de vecinos para pasar el rato contando historias o jugando a las cartas. Los filandones tenían lugar durante las largas tardes de invierno y los asistentes realizaban tareas domésticas como el hilado durante estas reuniones, de donde reciben su nombre. Los calechos solían tener lugar al aire libre. El Samartino o Sanmartino, día en que se realizaba la matanza del cerdo, y la recolección de la cosecha de cereles eran eventos de gran importancia en el marco de la economía de subsistencia existente en el pasado. Algunas de ellas se están perdiendo a causa de la despoblación y el abandono de los antiguos modos de vida.

### Gastronomía

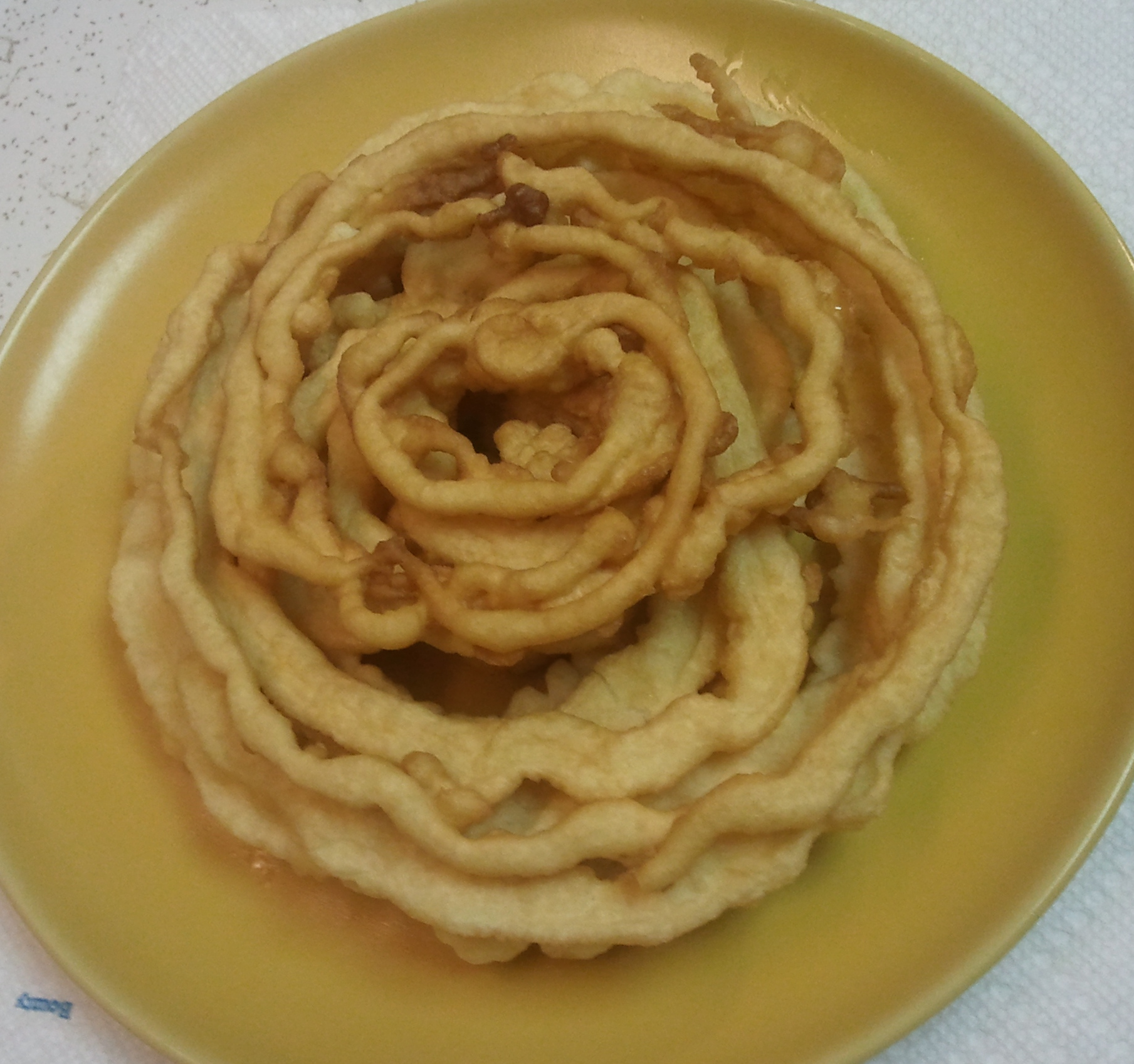
Fisuelos omañeses

La gastronomía de Murias de Paredes, es fundamentalmente la misma que en el resto de Omaña y la Tierra de Ordás. Está basada en productos que antaño se cultivaban o producían localmente en su mayoría. Entre los alimentos de origen animal destacan los productos lácteos, principalmente leche y mantequilla, huevos y carne, principalmente la de cerdo, que eran cebados para este fin. en el Samartino se confeccionaban las morcillas, chorizos y lloscos, curados en las cocinas de humo y almacenados en la despensa conocida como «gabitera» para su consumición durante todo el año siguiente. Estos embutidos eran un elemento fundamental de la dieta. También se usaba la carne proveniente de la caza de especies propias de la zona, como jabalíes, liebres, perdices, y de la pesca, como las truchas.
Entre los alimentos de origen vegetal, el más importante era el pan, casi siempre de centeno, las legumbres y verduras, como las patatas, usadas en numerosos platos, las berzas, fréjoles, habas, garbanzos, guisantes, etc. y las frutas, cultivadas o silvestres: manzanas, cerezas, peras, nisos —variedad de ciruela—, castañas, moras, arándano azul y miruéndanos.
Entre los platos típicos destacan, entre otros, el cocido omañés, las migas, las sopas de ajo, la sopa de trucha, el brazo de gitano, los fisuelos —llamados también frisuelos— y los miajotes, consistentes en una pasta hecha con moras y pan. La tradición de transhumancia en las montañas de la zona ha dejado su huella en los platos pastoriles como la caldereta, la chanfaina y la fritada. Son comunes los licores de orujo caseros de guindas, arándanos y otras frutas.

## Ocio y deportes
Murias de Paredes cuenta con un polideportivo público al aire libre. La belleza y el interés natural de los paisajes propician la práctica del ciclismo de montaña y de carretera y el senderismo. La ruta señalizada «Las Fuentes del Omaña» parte de Murias de Paredes, y sigue el curso del Omaña hasta Montrondo, donde recibe el nombre de arroyo Solanos. Ascendiendo por el valle, se llega hasta el abedular de Montrondo. EL camino conduce a la fuente del Miro Viejo, considerado como el nacimiento del Omaña, prosigue por la ladera del Tambarón, el valle del Fasgarón y el Puerto de la Magdalena desde donde se retorna a Murias de Paredes. En total, son 17,5 km de trayecto y se alcanzan los 1820 m s. n. m. en su punto más elevado. La caza es otra actividad popular, así como deportes típicos leoneses, como los bolos y la lucha leonesa.